# Lekkoatletyka na Letnich Igrzyskach Olimpijskich 1908 – trójskok mężczyzn
Trójskok był jedną z konkurencji lekkoatletycznych na Letnich Igrzyskach Olimpijskich 1908 w Londynie. Konkurencja odbyła się 25 lipca 1908. Uczestniczyło 20 zawodników z 8 krajów.

## Rekordy
Rekordy świata i olimpijskie przed rozegraniem konkurencji.
| Rekord świata     | 15,35 m (*) | John Breshnihan | Bandon (GBR) | 26 sierpnia 1906 |
| Rekord olimpijski | 14,47 m     | Myer Prinstein  | Paryż (FRA)  | 16 lipca 1900    |

(*) - nieoficjalny

## Wyniki
Każdy zawodnik oddał po trzy skoki. Trzech najlepszych zawodników oddało kolejne trzy skoki. Nie wszystkie wyniki są znane.
| Miejsce | Zawodnik             | Państwo             | Wynik      |
| ------- | -------------------- | ------------------- | ---------- |
| 1       | Timothy Ahearne      | Wielka Brytania     | 14,92 m OR |
| 2       | Garfield MacDonald   | Kanada              | 14,76 m    |
| 3       | Edvard Larsen        | Norwegia            | 14,39 m    |
| 4       | Calvin Bricker       | Kanada              | 14,10 m    |
| 5       | Platt Adams          | Stany Zjednoczone   | 14,07 m    |
| 6       | Frank Mount Pleasant | Stany Zjednoczone   | 13,97 m    |
| 7       | Karl Fryksdal        | Szwecja             | 13,65 m    |
| 8       | John Brennan         | Stany Zjednoczone   | 13,59 m    |
| 9       | Martin Sheridan      | Stany Zjednoczone   | 13,42 m    |
| 10      | Doug Stupart         | Kolonia Przylądkowa | 13,40 m    |
| 11      | Cyril Dugmore        | Wielka Brytania     | 13,31 m    |
| 12      | Michael Dineen       | Wielka Brytania     | 13,23 m    |
| 13      | Henry Olsen          | Norwegia            | 13,17 m    |
| 14      | Oscar Guttormsen     | Norwegia            | 13,16 m    |
| 15      | Dimitrios Muller     | Grecja              | 13,09 m    |
| 16      | Frank Irons          | Stany Zjednoczone   | 12,67 m    |
| 17      | Sam Bellah           | Stany Zjednoczone   | 12,55 m    |
| 18-20   | Nathaniel Sherman    | Stany Zjednoczone   | b.d        |
| 18-20   | George Mayberry      | Wielka Brytania     | b.d        |
| 18-20   | Juho Halme           | Wlk. Ks. Finlandii  | b.d        |